# ميخائيل براون (طبيب)
ميخائيل براون (بالإنجليزية: Michael Brown)‏ هو طبيب بريطاني، ولد في 17 يناير 1931 في رامزغيت في المملكة المتحدة، وتوفي في 1993 في Woolwich ‏ في المملكة المتحدة.